# AO Proodeftiki
Maillots
Le Athlitikos Omilos Proodeftiki Neolea (en grec moderne : Αθλητικός Όμιλος Προοδευτική Νεολαία), plus couramment abrégé en AO Proodeftiki, est un club grec de football fondé en 1927, et basé dans la ville de Nikaia.
Les couleurs du club sont le cramoisi et le blanc.

## Historique
- 1927 : Fondation du club.
- 1960 : Le club atteint les demi-finales de la Coupe de Grèce pour la première fois de son histoire.
- 1963 : Le club est champion Football League.
- 1965 : Le club atteint une nouvelle fois les demi-finales de la Coupe de Grèce, et se classe 4e en Superleague Ellàda , ce qui constitue le meilleur classement de son histoire.
- 1964 : Le club a atteint les quarts de finale de la Coupe de Grèce.
- 1983 : Le club a atteint les quarts de finale de la Coupe de Grèce.
- 2004 : Le club a atteint les quarts de finale de la Coupe de Grèce.

### Rivalité
Le AO Proodeftiki entretient une rivalité avec l'autre équipe de Nikaia, à savoir le Ionikos Nikaia. Le match entre les deux équipes est appelé le « Derby de Kokkinia » ou encore le « Derby de Nikaia ».

## Bilan sportif

### Palmarès
| Compétitions nationales |
| --- |
| - Championnat de Grèce D3 (1) : - Champion : 1963-64 (Gr. 2). - Vice-champion : 1996-97. - Championnat de Grèce D4 (2) : - Champion : 1989-90 (Gr. Sud) et 2010-11 (Gr. Sud). - Vice-champion : 1991-92 (Gr. 1) et 2017-18 (Gr. 6). |

### Résumé
- Depuis 1959-60:
  - 15 saisons en  Superleague Ellàda
  - 29 saisons en  Football League
  - 7 saisons en   Football League 2
  - 4 saisons en   Delta Ethniki

## Personnalités du club

### Présidents du club
| - Dimitris Chortsas - Vasilis Katsaros | - Nikos Lemonis |

### Entraîneurs du club
| - Filippos Kourantis - Michalis Lekkos (1953) - Petros Christofidis - Thanasis Kinleï - Vassilis Terkesidis - Kostas Karapatis (1968 - 1969) - Severiano Correia (1969 - 1970) - Panos Markovic (1971 - 1972) - Ilias Papageorgiou (1972 - 1973) - Kostas Linoxilakis - Vangelis Balopoulos - Ioánnis Varamentis - Giorgios Frangou - Kostas Polychroniou - Lákis Petrópoulos - Giorgios Skrivanos - Makis Katsavakis - Dan Georgiadis (1988 - 1989) - Ioánnis Kyrástas (1989 - 1990) - Antonis Tzanetoulakos (1990) | - Yannis Mandrekas (1990 - 1991) - Lakis Petropoulos (1994) - Martti Kuusela (1994 - 1995) - János Csank (1995 - 1996) - Stefanos Gaitanos (1996) - Nikos Karoulias (1996) - Nikos Kovis (1996 - 1997) - Mario Bonić (1997) - Nikos Karoulias (1997 - 1998) - Martti Kuusela (1998) - Mario Bonić (1998) - Andreas Michalopoulos (1998) - Nikos Alefantos (1998 - 1999) - Nikos Karoulias (1999 - 2000) - Soulis Papadopoulos (2000 - 2004) - Spiros Marangos (2004 - 2005) - Soulis Papadopoulos (2005 - 2007) - Giannis Magginas - Dimitrios Kalykas - Margaritis Chatzialexis (2011 - 2012) | - Giannis Drakonakis (2012) - Vasilis Stasinopoulos (2012) - Panagiotis Mandraflis (2012) - Petros Dimitriou (2012) - Antonis Kalamakis (2012) - Giannis Drakonakis (2012 - 2013) - Stelios Vogiatzis (2013) - Giannis Drakonakis (2013) - Antonis Kalamakis (2013) - Manolis Papadopoulos (2013) - Giannis Drakonakis (2013) - Antonis Kalamakis (2013 - 2014) - Giannis Drakonakis (2014) - Fotis Thanellas (2016) - Paraskevas Andralas (2016 - 2017) - Nikos Kotsovos (2017) - Panagiotis Tzanavaras (2017) - Loukas Karadimos (2017 - 2018) - Theodoros Gatzios (2018) - Kyriakos Michas (2018 - ) |